# T2 AL 2013 à 2043 et 2044
Le groupe des locomotives-tender T2 est composé de deux séries bien distinctes de locomotives à vapeur construites pour le réseau impérial d'Alsace-Lorraine (EL) de 1874 à 1876. Les T2 2013 à 2043 avait une disposition d'essieu 120 et la T2 2044 avait une disposition d'essieu 030.

## T2 2013 à 2043
D'un type très particulier, ces machines avaient été conçues pour circuler dans l'emprise des centres industriels et miniers où les courbes étaient de faible rayon et l'armement des voies léger. Conçues à l'origine pour le Chemin de fer de Berg et Marche par son ingénieur M. Stambke, elles étaient dotées d'essieux moteur accouplés très rapprochés et d'un bissel avant afin de minimiser l'empattement rigide. Elles disposaient en outre d'une soute à eau installée sur le corps de la chaudière (type anglais dit "saddle-tank") qui leur conférait une silhouette assez étrange. Sur ce réseau privé, cinquante-trois exemplaires y ont circulé. 
Fortement intéressé, le réseau impérial d'Alsace-Lorraine (EL) fit construire un groupe de trente machines (D4 180 à 194 ,D6 355 à 366 et enfin D7 367 à 370) en 1874 par la Maschinenfabrik (de) de Karlsruhe (Bade, Allemagne). La nouvelle classification mise en place en  1906 les plaça toutes dans la nouvelle série T2 en les numérotant de 2013 à 2043.
Les premières réformes de ces machines intervinrent à partir de 1908. À sa création en 1919, le réseau ferroviaire d'Alsace-Lorraine (AL) n'hérita que de trois d'entre elles, les 2030, 2032 et 2040. Elles furent rapidement réformées en 1921.
L'ensemble de la série a circulé principalement dans la région de Thionville, au cœur du pays minier lorrain.

### Description
Ces locomotives disposaient d'un moteur à deux cylindres, simple expansion. La commande de distribution était de type « Stephenson », les cylindres étaient fixés sur un faux châssis extérieur. Les sablières, de petites dimensions,  étaient disposées entre les essieux accouplés mais une boîte à sable située sur le foyer permettait de remplir à la main les sablières.

## T2 2044

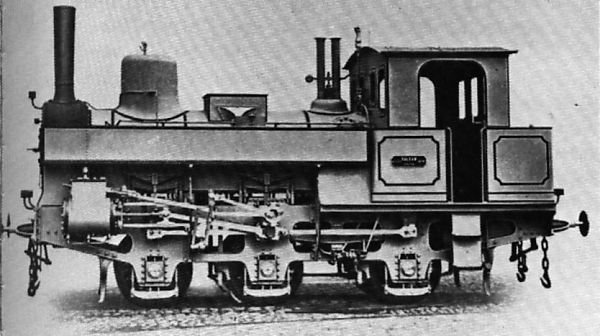
la locomotive expérimentale T2 2044 Fasolt à sa sortie d'usine en 1876

Tout aussi particulière mais de la classe des 030 T, la T2 2044 portant le nom de "Fasolt" (donner des noms aux locomotives était une pratique courante dans cette compagnie jusqu'à 1912) avait été construite à titre expérimental par la société Vulkan Werke de Stettin en 1876 et fut immatriculée D7 n°451 par l'EL. Elle était destinée, selon certains auteurs, à remorquer des lourdes charges avec un effort très progressif ou selon d'autres auteurs, à accéder à des ponts flottants (ponts de bateaux). Que soit pour l'une ou l'autre raison ceci explique la présence haut placé des cylindres entraînant trois faux-essieux reliés par bielles et entraînant par une transmission à friction (!) les trois essieux. Sa vitesse était limitée à 36 km/h.
Un tel système, très fragile, ne put être maintenu. En 1905, on supprima la friction et le mouvement fut transmis à l'essieu médian par des bielles verticales. L'engin fut immatriculé en 1906 T2 2044 et fut réformé en 1909.

### Description
Cette machine était du système "Gründ" et elle disposait de deux cylindres à simple expansion. La distribution se faisait par l'extérieur et était du type « à coulisse d'Allan » . La contenance des soutes était de 5 m³ d'eau et de 1 tonne de charbon. Elle disposait également d'un dôme vapeur à régulateur interne et d'une sablière de grande dimension.